# Erythroxylum strobilaceum
Erythroxylum strobilaceum är en tvåhjärtbladig växtart som beskrevs av Johann Joseph Peyritsch. Erythroxylum strobilaceum ingår i släktet Erythroxylum och familjen Erythroxylaceae. Inga underarter finns listade i Catalogue of Life.